# Star 1366
Star 1366 – prototyp polskiego samochodu ciężarowego wysokiej mobilności w terenie zbudowany na przełomie lat 80. i 90. przez FSC Star w Starachowicach jako następca Stara 266 dla wojska. Produkcja seryjna nie została uruchomiona. 
Zainteresowanie pojazdem sygnalizowały Węgierskie Siły Zbrojne, lecz z powodu rozpadu Układu Warszawskiego i następujących przemian politycznych, nie doszło do zakupu. Samochód nie został zakupiony również przez Wojsko Polskie z powodu braków funduszy na początku lat 90.
Pokrewnym modelem o napędzie 4×4 był Star 1344, który również pozostał prototypem. Następcami były trzyosiowe ciężarówki Star 1266 i Star 1466, powstałe w 1999 roku już z zastosowaniem podzespołów firmy MAN.

## Opis modelu
Podstawowe różnice w stosunku do modelu Star 266 to zwiększona masa całkowita, silnik z turbodoładowaniem oraz nowa wagonowa odchylana kabina kierowcy (zewnętrznie podobna do poprzedniczki, co było spowodowane możliwością produkcji na dotychczasowych liniach zbudowanych dla Stara 266). Widoczną różnicę stanowiły pojedyncze reflektory przednie zamontowane w zderzaku. Dopuszczalna masa całkowita wynosiła 13,5 ton.